# Paul Diels
Paul Diels (* 28. Dezember 1882 in Berlin; gebürtig Paul Cäsar Oskar Gottlieb Diels; † 19. Februar 1963 in München) war ein deutscher Sprachwissenschaftler und Slawist.

## Leben und Wirken

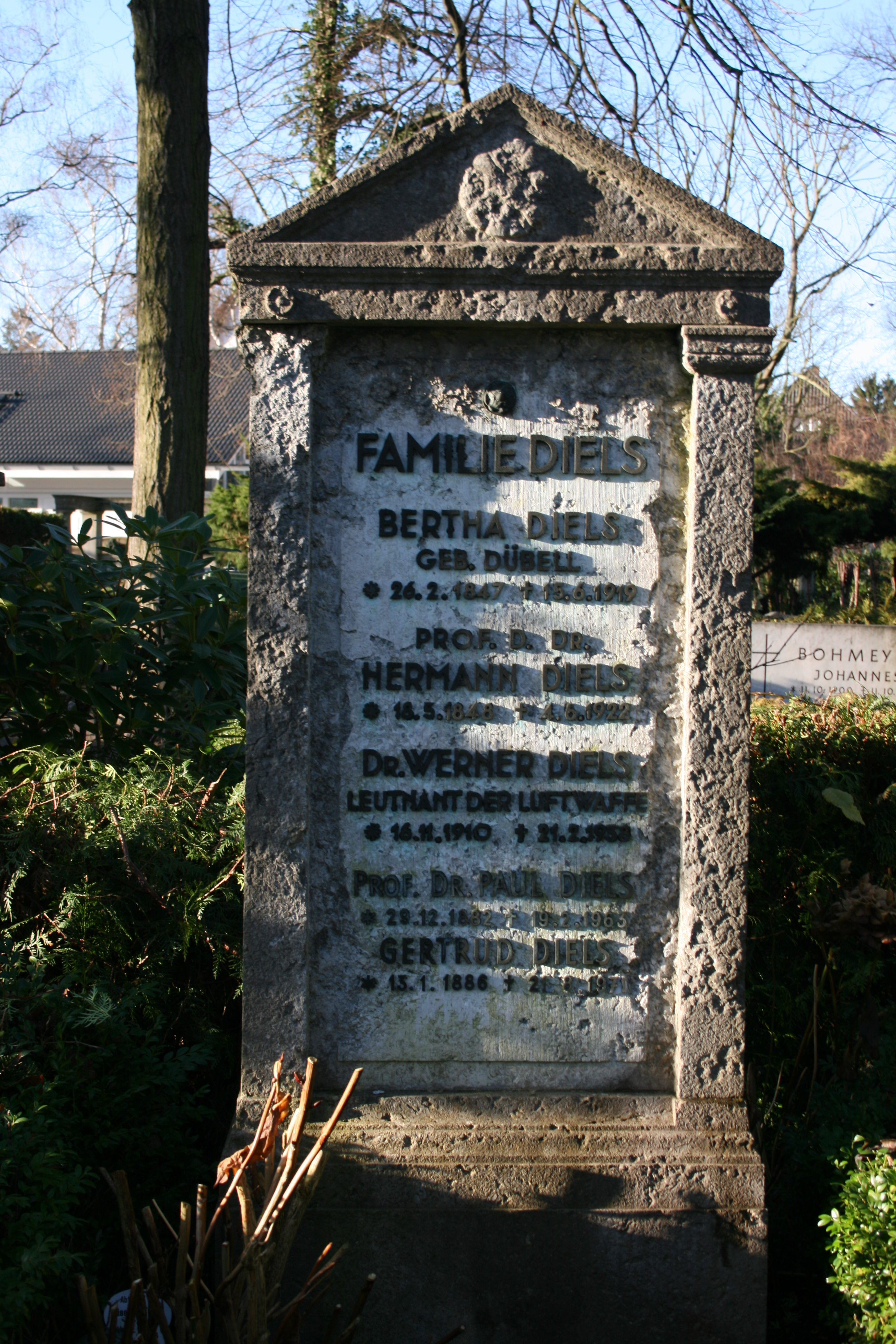
Familiengrab der Diels’

Diels war der jüngste Sohn des Philologen Hermann Diels. Er studierte in Berlin und Wien und wurde 1906 an der Friedrich-Wilhelms-Universität Berlin mit dem Werk Die Stellung des Verbums in der älteren althochdeutschen Prosa. Teil I: Der Hauptsatz, Abschnitt A IV. V. B. C. zum Doktor der Philosophie promoviert.
1909 wurde er Privatdozent für indogermanische Sprachwissenschaft in Berlin. Später war er ordentlicher Professor an der Deutschen Universität Prag, 1911 wurde er Professor an der Universität Breslau. Von 1947 bis 1952 lehrte er an der Universität München. Seit 1944 war er korrespondierendes, seit 1947 ordentliches Mitglied der Bayerischen Akademie der Wissenschaften.
Diels veröffentlichte Arbeiten zur indogermanischen, deutschen und slawischen Philologie, darunter zwei Bände einer altkirchenslawischen Grammatik.
Paul Diels starb 1963 im Alter von 80 Jahren in München. Seine letzte Ruhestätte fand er im Familiengrab Diels auf dem Friedhof Dahlem in Berlin.

## Werke
- Die Slawen. Leipzig 1920
- Zur slavischen und germanischen Formenbildung. Vorgetragen am 2. Juli 1948. München 1949
- Aus der Geschichte der lateinischen Schrift bei den Südslaven. München 1951
- Die slavischen Völker. Mit einer Literaturübersicht von Alexander Adamczyk. Wiesbaden 1963
- Altkirchenslavische Grammatik: I. Teil: Grammatik, II. Teil: Ausgewählte Texte und Wörterbuch. Heidelberg 1963(2)